# I'm Still Standing
I'm Still Standing è un brano pop rock scritto ed interpretato dall'artista britannico Elton John; il testo è di Bernie Taupin.

## Il brano
Proveniente dall'album del 1983 Too Low for Zero (ne costituisce la seconda traccia), la canzone fu pubblicata come singolo il 3 luglio 1983. Musicalmente parlando, mette in evidenza la Elton John Band al gran completo: sono infatti presenti Dee Murray al basso, Nigel Olsson alla batteria e Davey Johnstone alla chitarra elettrica. Essi si cimentano anche nei cori, mentre Elton è al pianoforte. Il videoclip della canzone fu filmato in Francia, presso l'Hotel Carlton di Cannes e a Nizza. Il testo di Bernie (letteralmente Sono Ancora In Piedi) parla presumibilmente di una storia d'amore finita male, ma nonostante questo il protagonista resiste e rimane in piedi. La melodia, carica e briosa, rispecchia adeguatamente il significato che Taupin ha voluto dare al brano; esso infatti costituisce la risposta a chiunque consideri Elton come un artista finito. I risultati dettero ragione al duo John/Taupin: I'm Still Standing divenne un classico della rockstar al pari dei cavalli di battaglia degli anni Settanta, conseguendo una #4 UK e una #12 USA.
La canzone, nel musical Love Shack, viene eseguita dal personaggio A.J; apparve anche in un episodio della serie televisiva americana Viva Laughlin. Del brano, inoltre, esiste una cover dell'artista californiana Martha Wash, eseguita per la colonna sonora del film Il club delle prime mogli.
Recentemente è stata eseguita una cover della canzone, da Dianna Agron e Kevin McHale, nella serie Statunitense Glee (Episodio "Big Brother") e nel 2016 inserita nel film di animazione Sing cantata da Taron Egerton nelle vesti del gorilla Johnny; lo stesso Egerton poi la interpreterà dal vivo nei panni dello stesso Elton John nel film autobiografico Rocketman (2019).

## Tracce

### Singolo 7" (USA)
1. I'm Still Standing - 3:00
2. Love So Cold - 5:08

### Singolo 7" (UK)
1. I'm Still Standing - 3:00
2. Earn While You Learn - 6:42

### Singolo 12" (UK)
1. I'm Still Standing (Extended Version) - 3:45
2. Earn While You Learn - 6:42

## Formazione
- Elton John: voce, pianoforte
- Davey Johnstone: chitarra elettrica, cori
- Dee Murray: basso, cori
- Nigel Olsson: batteria, cori

## Classifiche

### Classifiche settimanali
| Classifica (1983)                | Posizione più alta |
| -------------------------------- | ------------------ |
| Official Singles Chart           | 4                  |
| Paesi Bassi (Top 40)             | 8                  |
| Paesi Bassi (GfK)                | 16                 |
| Germania                         | 10                 |
| Irlanda                          | 2                  |
| Svizzera                         | 1                  |
| US Billboard Pop Singles         | 12                 |
| Australia                        | 3                  |
| US Hot Adult Contemporary Tracks | 28                 |
| US Hot Mainstream Rock Tracks    | 34                 |
| Canada                           | 1                  |

### Classifiche di fine anno
| Classifica (2023) | Posizione |
| ----------------- | --------- |
| Regno Unito       | 97        |